# كورتيس جونسون (لاعب كرة قدم أمريكية)
كورتيس جونسون (بالإنجليزية: Curtis Johnson)‏ هو لاعب كرة قدم أمريكية أمريكي، ولد في 5 نوفمبر 1961 في نيو أورلينز في الولايات المتحدة.